# 12 dicembre
Il 12 dicembre è il 346º giorno del calendario gregoriano (il 347º negli anni bisestili). Mancano 19 giorni alla fine dell'anno.

## Eventi
- 627 – Nella battaglia di Ninive l'esercito dell'imperatore Eraclio sbaraglia le forze persiane, garantendo ai Bizantini la vittoria finale nella lunga guerra tra i due imperi
- 1531 – Apparizione di Nostra Signora di Guadalupe a Città del Messico
- 1602 – Battaglia dell'Escalade a Ginevra.
- 1643 – Il generale svedese Lennart Torstenson conquista la città danese di Bad Oldesloe nell'ambito della guerra di Torstenson.
- 1769 – Papa Clemente XIV pubblica la lettera enciclica "Cum Summi Apostolatus" sul programma del Pontificato e sul Giubileo universale
- 1787 – La Pennsylvania diventa il secondo Stato a ratificare la Costituzione degli Stati Uniti
- 1804 –  La Spagna dichiara guerra alla Gran Bretagna
- 1865 – Viene fondata la Banca Popolare di Milano
- 1870 – Joseph H. Rainey della Carolina del Sud diventa il primo congressista nero degli Stati Uniti
- 1872 – Un meteorite colpisce la Terra nei pressi della città di Banbury, Inghilterra
- 1897 – Viene fondata in Brasile la città di Belo Horizonte
- 1901 – Guglielmo Marconi capta con le sue apparecchiature il primo segnale radio transoceanico
- 1913 – La Gioconda viene recuperata a Firenze, due anni dopo essere stata rubata dal Louvre da Vincenzo Peruggia
- 1915 – Il presidente della Repubblica Cinese Yuan Shikai si autoproclama imperatore dell'Impero Cinese, ristabilendo la monarchia
- 1925 – Reza Pahlavi prende il controllo dell'Iran come Scià
- 1937 – Incidente della USS Panay
- 1941 – Gli Stati Uniti catturano la nave francese Normandie
- 1948 – Massacro di Batang Kali, in Malaysia
- 1961 – Nazionalizzazione senza indennizzo del 99,5% delle concessioni petrolifere dell'Iraq Petroleum Company da parte del governo iracheno di ʿAbd al-Karīm Qāsim (Kassem)
- 1963 – Il Kenya ottiene l'indipendenza dal Regno Unito
- 1964 – Il Kenya diventa una repubblica
- 1969 – Strage di piazza Fontana nella sede della Banca Nazionale dell'Agricoltura di Milano: 17 morti e 88 feriti
- 1979 – La Rhodesia cambia il suo nome in Zimbabwe
- 1996
  - 'Uday Hussein resta gravemente ferito durante un tentativo di assassinio.
  - I governi di Bangladesh e India firmano un accordo bilaterale per disciplinare l'uso delle acque del fiume Gange
- 2000 – La Corte suprema degli Stati Uniti emette la sua decisione nel caso George W. Bush contro Al Gore, decidendo le elezioni presidenziali del 2000.
- 2010
  - Svezia, attentato suicida a Stoccolma; 1 morto e 2 feriti, strage evitata. L'attentatore iracheno ha fatto esplodere prima la sua auto e poi si è fatto saltare in aria, secondo una e-mail mandata poco prima del suo gesto l'avrebbe fatto per la presenza dei militari svedesi in Afghanistan e per le vignette satiriche contro Maometto.
  - Afghanistan, muoiono 6 soldati dell'Isaf nel sud del paese, senza che siano fornite notizie sulla loro nazionalità e sulla dinamica dell'incidente. Questo attentato porta a 692 il totale delle perdite della Nato nel 2010, rendendolo l'anno con le più alte perdite nei nove anni di conflitto.
- 2015
  - Francia: nell'ambito della XXI Conferenza delle Parti dell'UNFCCC, 196 stati firmano il cosiddetto Accordo di Parigi, un patto globale sui cambiamenti climatici, che impegna tutti i paesi a ridurre le emissioni di gas serra.
  - Arabia Saudita: per la prima volta viene esteso il diritto di voto alle donne.[1].
- 2021
  - Abu Dhabi: Max Verstappen vince il suo primo titolo mondiale con la Red Bull

## Nati
Ci sono circa 1 160 voci su persone nate il 12 dicembre; vedi la pagina Nati il 12 dicembre per un elenco descrittivo o la categoria Nati il 12 dicembre per un indice alfabetico.

## Morti
Ci sono circa 580 voci su persone morte il 12 dicembre; vedi la pagina Morti il 12 dicembre per un elenco descrittivo o la categoria Morti il 12 dicembre per un indice alfabetico.

## Feste e ricorrenze

### Civili
Nazionali:
- Kenya - Giorno dell'indipendenza

### Religiose
Cristianesimo:
- Madonna di Guadalupe
- San Corentino di Quimper, vescovo
- Sant'Edburga di Minster-in-Thanet, badessa benedettina
- Santi Epimaco e Alessandro, martiri
- Sant'Eulalia di Asti, vergine e martire
- San Finnian di Clonard, abate
- San Columba di Terryglass, abate
- Sant'Israele di Dorat, sacerdote
- San Simone Phan Ðàc Hòa, medico, martire
- Santo Spiridione di Trimitonte, vescovo
- San Valerio di Leuconay, abate
- San Vicelino di Oldenburg, vescovo
- Beato Arnaldo Martin, mercedario
- Beato Bartolo Buonpedoni, confessore
- Beato Corrado da Offida, confessore
- Beato Giacomo da Viterbo, teologo
- Beati Giovanni de Josa e Bertrando de Mas, martiri mercedari
- Beato Martino Sanz, mercedario
- Beato Pius Ludwik Bartosik, sacerdote e martire
- Beata Pribyslava, sorella di san Venceslao

Religione romana antica e moderna:
- Ludi Lancionici, primo giorno